# Sepolto vivo (film 1962)
Sepolto vivo (The Premature Burial) è un film del 1962 diretto da Roger Corman.
Ispirato a La sepoltura prematura, si tratta del terzo film (dopo I vivi e i morti e Il pozzo e il pendolo) della serie basata sui racconti di Edgar Allan Poe e realizzata da Roger Corman per l'American International Pictures. In questo film, a causa di problemi contrattuali, Vincent Price, protagonista dei primi due film, è sostituito da Ray Milland.
Nelle locandine italiane il titolo del film viene riportato anche come Sepolto vivo! e Il sepolto vivo.

## Trama
Guy Carrell è uno studioso di medicina dominato dal timore di essere sepolto vivo (tafofobia) a causa di un ricordo di quando era bambino: ritiene infatti di aver sentito suo padre urlare dalla tomba. 
"Quella notte lo sentii gridare: un solo, disperato grido. E' vivo, è vivo, ma nessuno volle ascoltarmi". 
Emily, la sua ex fidanzata, si presenta un giorno da lui pretendendo una spiegazione sulla fine della loro storia. I due poi decidono di riprovarci e di sposarsi, anche se la sorella di Guy, Kate, non è per niente d'accordo. Guy però torna ben presto al suo problema e costruisce una cripta che dovrebbe essere a prova di errata sepoltura nel caso in cui lui dovesse apparentemente morire e svegliarsi nella bara.